# Тайванска Премиер лига
Тайванска Премиер лига (TFPL; на китайски: 台灣企業甲級足球聯賽); (на английски: Taiwan Football Premier League), е лигата от най-високо ниво в тайванския футбол управлявана от Тайванската футболна федерация

## Структура
Първенството продължава от април до октомври, като 8-те отбора играят три фази от 7 кръга. Шампионът автоматично получава право да участва в Купата на Азия.
Лигата има намерение да направи първенството през 2020 година с 6 отбора. 

## История
Лигата стартира за пръв път през 1982 година, благодарение на сериозния интерес на населението от Световното първенство по футбол в Испания. В него участвах 7 тима. Ентусиазмът постепенно изчезва и поради липсата на спонсори, и интерес лигата е прекратена през 2009 година.
След това идва втори опит за местно първенство - „Интерсити Футбол Лийг“, смятана за продължител на предишната лига.
През 2016 година става поредното преструктуриране на първенството и така през 2017 се появява Висшата лига на Тайван.
В тези първи 2 периода абсолютен доминатор е „Тайпауър“, който спечели общо 21 титли, а след него се нарежда „Флайинг Кямъл“.

### Членове за сезон 2020[2].
| Клуб          | Местоположение |         |
| ------------- | -------------- | ------- |
| Мин Чуан      | Тайпе          |         |
| Тайнан Сити   | Тайнан         |         |
| Тайпауър      | Каохсиунг      | 2-ро    |
| Тайчен Лайънс | Тайпе          |         |
| Тайчун Футуро | Тайчун         |         |
| Татунг        | Татунг         | Шампион |
| Хан Юн        | Ню Тайпе       | 3-то    |
| Хасус ТСУ     | Тайчун         |         |

| Сезон | Шампион | Сребърен медалист | Бронзов медалист |
| ----- | ------- | ----------------- | ---------------- |
| 2017  | Татунг  | Тайпауър          | Хан Юн           |
| 2018  | Татунг  | Тайпауър          | Хан Юн           |
| 2019  | Татунг  | Тайпауър          | Хан Юн           |